# Апоконим

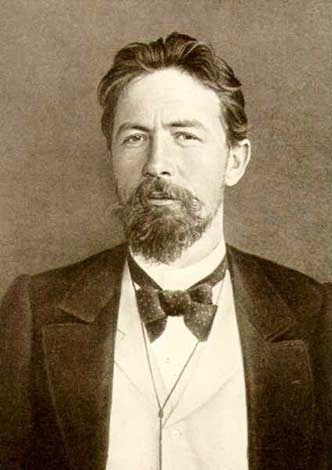
Антон Чехов публиковал свои ранние произведения под апоконимом Анче

Апоконим (от др.-греч. apokopto «усечение», происходит от слияния греч. слов apo «от» и koptein «резать» + ὄνομα или ὄνυμα — «имя»), также апокопа — псевдоним-криптоним, образованный путём усечения (апокопа) имени или фамилии автора. Термин был предложен литературоведом и переводчиком Валентином Дмитриевым, который считал, что под данное определение подходят псевдонимы, в которых выпадают части в начале или в конце имени или фамилии автора. Другие исследователи относили к апоконимам псевдонимы, где отсекаются буквы или слоги в конце или в середине автонима. 
В качестве примера сокращения конца фамилии Дмитриев привёл в пример псевдоним французского поэта Рене Гиля (René Ghil) — первоначальное имя Рене Франсуа Гильбер (René François Ghilbert). В отношении купирования начала фамилии Дмитриев называл австрийского поэта Ленау (Nikolaus Lenau) — Николаус Франц Нимбш, эдлер фон Штреленау (Nikolaus Franz Niembsch Edler von Strehlenau), российского критика Н. А. Добролюбова, печатавшегося под псевдонимом Н.-бов. Некоторый писатели, сокращая свою фамилию, создавали на основе её первых букв «мнимые инициалы»: А. А. Навроцкий был известен как Н. А. Вроцкий, В. М. Некрасов как Н. Е. Красов, В. В. Князев как К. Н. Язев. Известны случаи, когда авторы образовывали псевдонимы путём использования лишь последних букв имени или фамилии, например, поэтесса, переводчица Анна Бунина подписывалась некоторое время -а -а или -а -а -а. Некоторые псевдонимы, созданные таким образом, появились помимо воли автора. Так, по цензурным соображениям поэма «Песня о купце Калашникове» М. Ю. Лермонтова была напечатана в 1838 году в журнале «Русский инвалид» под псевдонимом -въ. Применялись также псевдонимы, в которых оставлялись первые слоги имени и фамилии (Ник-Нек — Николай Некрасов, Анче — Антон Чехов). С помощью апокопы образован псевдоним писателя Александра Грина, придавшего таким образом «иностранное» звучание своей фамилии (Гриневский).